# Strobilanthes repanda
Strobilanthes repanda är en akantusväxtart som först beskrevs av Carl Ludwig von Blume, och fick sitt nu gällande namn av J.R.Benn.. Strobilanthes repanda ingår i släktet Strobilanthes och familjen akantusväxter. Inga underarter finns listade i Catalogue of Life.